# Żywiec
Żywiec (německy Saybusch, česky Živec, v jidiš Živic, Zhivitz‎) je město v jižním Polsku ve Slezském vojvodství, sídlo stejnojmenného okresu. Leží přibližně 15 km jižně od města Bílsko-Bělá v Żywiecké kotlině na soutoku řek Koszarawa a Soła. První zmínka o lokalitě pochází z roku 1308, městská práva má od roku 1327. Žije zde přibližně 30 tisíc obyvatel. 

## Administrativní dělení

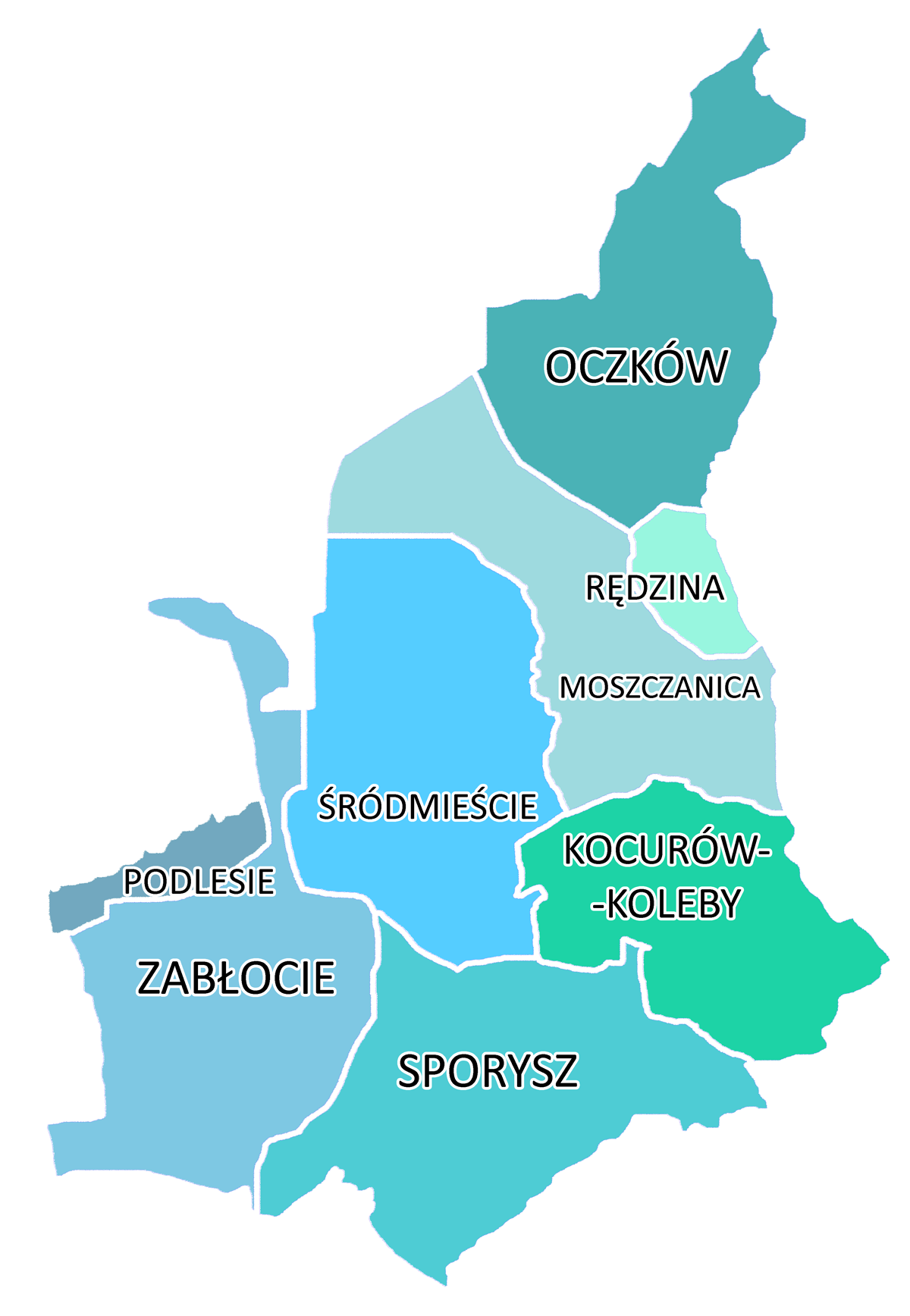
Administrativní dělení města

Město je administrativně rozděleno na 8 městských částí:
- Kocurów-Koleby
- Moszczanica
- Oczków
- Podlesie
- Rędzina
- Sporysz
- Śródmieście
- Zabłocie

## Rozloha a území
Podle údajů z roku 2002 má Żywiec rozlohu 50,57 km², v čemž je zahrnuto:
- 45 % orné půdy
- 17 % lesů

Podíl plochy města na celkové rozloze okresu činí 4,86 %.

## Demografie
(Podle údajů Statistického úřadu v Katovicích z prosince 2021).
| Popis                           | Celkem         | Celkem | Ženy           | Ženy | Muži           | Muži  |
| ------------------------------- | -------------- | ------ | -------------- | ---- | -------------- | ----- |
| Jednotka                        | Počet obyvatel | %      | Počet obyvatel | %    | Počet obyvatel | %     |
| Populace                        | 30 313         | 100    | 15 790         | 52,9 | 14 523         | 47,91 |
| Hustota zalidnění (obyv. / km²) | 600            | 600    | 218            | 218  | 288            | 288   |

## Památky
- Starý hrad Żywiec
- Zvonice
- Čínský pavilon

## Partnerská města
- Adur, Spojené království
- Čadca, Slovensko
- Gödöllő, Maďarsko
- Liptovský Mikuláš, Slovensko
- Riom, Francie
- Szczytno, Polsko
- Unterhaching, Německo